# Jan van Rijckenborgh
Jan van Rijckenborgh (pseudoniem voor Jan Leene - Haarlem, 16 oktober 1896 – 17 juli 1968) was een Nederlandse gnosticus en oprichter van het Lectorium Rosicrucianum, een wereldwijde spirituele school van mensen die vanuit de inspiratie van het rozenkruis en de rozenkruisers in hun dagelijks leven een weg van geestelijke bewustwording en vernieuwing willen gaan. Zijn oeuvre wordt in meerdere talen uitgegeven door Rozekruis Pers.

## Levensbeschrijving
Van Rijckenborgh werd geboren te Haarlem als Jan Leene in een Nederlands Hervormd gezin. Hij verdiepte zich van jongs af aan in godsdienst en zocht naar een integere toepassing van het geloof in het dagelijkse leven. Hij nam evenwel afstand van een oppervlakkig christendom en van een mentale theologie die volgens hem de gewone mens niet kon bereiken of in verwarring bracht. Een groot rechtvaardigheidsgevoel deden hem en zijn oudere broer Zwier Willem Leene (1892-1938) warm lopen voor de opkomende arbeidsbeweging, die zich in hun jonge jaren sterk profileerde.
De beide broers bezochten vaak de kerkdiensten van prof. dr. A.H. de Hartog (1869-1938) die volle kerken trok, omdat hij velen wist te inspireren met zijn onconventionele opvattingen en zijn redenaarstalent. Onder zijn invloed lazen zij onder andere de theosofische werken van de Duitse mysticus Jakob Böhme. In 1924 traden zij toe tot de Rosicrucian Fellowship, opgericht in 1909 door Max Heindel. Later werden Jan en zijn broer de leiders van de Nederlandse tak van dit genootschap. Ze verzorgen onder andere lezingen, cursussen, zomerkampen en gaven een tijdschrift uit dat onder meerdere titels is verschenen: 'Aquarius', 'Het Rozekruis' en 'De Hoeksteen'. Jan Leene schreef in die periodieken onder de schrijversnaam John Twine.
Heindels benadering bleek ontoereikend voor de broers en zij verlieten de van oorsprong Amerikaanse organisatie in 1934 om hun eigentijdse rozenkruisersbeweging op te richten: het Rozenkruisers Genootschap, dat vanaf 1945 in een vernieuwde vorm verder ging als de Internationale School van het Gouden Rozenkruis (Lectorium Rosicrucianum). Jan Leene nam toen de geestelijke naam J. van Rijckenborgh aan en leidde de organisatie tot zijn dood in 1968 samen met Hennie Stok-Huizer (1902-1990), die zich in 1930 had aangesloten bij het Rozenkruis. Onder haar schrijversnaam Catharose de Petri verschenen bij Rozekruis Pers meerdere boeken van haar. Ook heeft zij samen met J. van Rijckenborgh boeken geschreven.

## Inspiratiebronnen
Van Rijckenborgh baseerde zijn werk op innerlijk weten en op bronteksten uit het verleden: Egyptische geschriften van de legendarische Hermes Trismegistus die bekendstaan als het Corpus Hermeticum, teksten van het vroege christendom en van de Griekse mysteriën, de leer van de katharen, de wijsheid van het grondeloze Tao zoals die wordt verwoord in de Daodejing van Laozi uit het oude China en de manifesten van de klassieke zeventiende-eeuwse rozenkruisers in Europa. Hij vertaalde drie van die historische werken, die van het bestaan van het geheime genootschap van de rozenkruisers getuigen, naar het Nederlands:
- Fama Fraternitatis (anoniem, 1614)
- Confessio Fraternitatis (anoniem, 1615)
- Chymische bruiloft van Christian Rosenkreuz (Johann Valentin Andreae, 1616)

Hij spande zich in om aan te tonen dat de ware kennis omtrent het doel van het mens zijn, toen en nu, dezelfde is: het verkrijgen van gnosis, dat is weten van binnenuit. Hij sprak en schreef over de rijkdom van het innerlijke leven, dat zijn begin vindt in het hart.
Hij reisde in 1937 naar Londen om zelf toegang te krijgen tot de originele geschriften van de rozenkruisers uit de zeventiende eeuw. Daar maakte hij kopieën van het werk van Johann Valentin Andreae, onder andere van het manuscript Republicae Christianopolitanae (1619). Hij schreef commentaren op het laatstgenoemde geschrift en gaf deze tezamen met de Nederlandse vertaling uit in 1939 onder de titel Christianopolis. Hij verzorgde ook de Nederlandse vertaling van de drie manifesten van de rozenkruisers: de Fama Fraternitatis (1614), de Confessio Fraternitatis, en de Chymische Hochzeit Christiani Rosencreutz en schreef daar later commentaren bij die in de boekenreeks 'De geheimen van de broederschap van het rozenkruis' zijn gepubliceerd.
Andere invloeden waren de onder andere geschriften van Paracelsus en Comenius, Johann Valentin Andreae's Republicae Christianopolitanae Descriptio, Karl von Eckartshausen en zijn eigen onderzoek naar hermetisme, alchemie, vrijmetselarij, de katharen, deels naar aanleiding van zijn samenwerking met historicus en neo-kathaar Antonin Gadal, gnostiek en andere vormen van esoterische studie.
Van Rijckenborgh voelde zich verbonden met de boodschap die de klassieke rozenkruisers uitdroegen in hun manifesten. Hij beschouwde deze geschriften niet in de eerste plaats als historisch belangrijk, maar wilde vooral de bedoeling erachter, de voor het oog verborgen betekenis die er in opgesloten ligt, ontsluieren. Hij trachtte zijn toehoorders en lezers ervan te doordringen dat de manifesten direct op de mens zélf betrokken moeten worden. Zij roepen op tot een algehele reformatie van en in de mens die hij aanduidde met de term transfiguratie en die in de Bijbel de wedergeboorte uit water en geest wordt genoemd. Het is een boodschap die in de innerlijk georiënteerde wijsheidsstromingen van alle grote religies kan worden herkend.
Jan van Rijckenborgh overleed in 1968 en werd door Catharose de Petri opgevolgd als leider van de beweging tot haar dood in 1990. Het Lectorium Rosicrucianum is een gemeenschap met vestigingen in 42 landen.

## Vernoemingen
- In Bad Münder in Noord-Duitsland werd in 1965 het Van Rijckenborgh Konferenzzentrum geopend en is nog steeds in gebruik.
- In Heiloo en in Hilversum is sinds de jaren zestig van de twintigste eeuw een Jan van Rijckenborghschool voor primair onderwijs gevestigd.
- De hoofdvestiging voor het wereldwerk van het Lectorium Rosicrucianum aan de Bakenessergracht en de Zakstraat in Haarlem heet sinds de heropening in 2005 na renovaties het J. van Rijckenborgh-Centrum.